# Love You Too Much/Someone
Love You Too Much/Someone è un singolo di Greg Lake pubblicato dalla Chrysalis nel 1981. Entrambi i brani sono presenti nel suo eponimo album e cantati dallo stesso Lake.

## I brani

### Love You Too Much
Love You Too Much è il brano scritto da Bob Dylan, Helena Springs e, dallo stesso, Greg Lake. È presente sul lato A, sia del singolo che dell'album.

### Someone
Someone è il brano scritto da Tony Benyon, Tommy Eyre e, dallo stesso, Greg Lake. È presente sul lato B, sia del singolo che 
dell'album.

## Tracce
1. Love You Too Much – 3:57 (Dylan-Lake-Springs)
2. Someone – 4:10 (Lake-Eyre-Benyon)